# Mungu ibariki Afrika
Mungu ibariki Afrika (traducido: Dios bendiga a África) es el himno nacional de Tanzania. Que también lo es en la versión suajili del Nkosi Sikelel' iAfrika, canción interpretada como himno nacional para Zambia, Zimbabue y Sudáfrica.

Mungu ibariki Afrika

Wabariki Viongozi wake

Hekima Umoja na Amani

Hizi ni ngao zetu

Afrika na watu wake.

Coro:

Ibariki Afrika

Ibariki Afrika

Tubariki watoto wa Afrika. 

Mungu ibariki Tanzania

Dumisha uhuru na Umoja

Wake kwa Waume na Watoto

Mungu Ibariki Tanzania na watu wake. 

Coro:

Ibariki Tanzania

Ibariki Tanzania

Tubariki watoto wa Tanzania. 

Dios bendiga a África.

Bendice a sus líderes.

Sabiduría, unidad y paz

son nuestros lemas:

¡África y su gente!

Coro:

Bendice a África,

Bendice a África,

¡Bendícenos, los niños de África! 

Dios bendiga a Tanzania.

Concede la eterna independencia y unidad

A las mujeres, hombres y niños.

¡Dios bendiga a Tanzania y su gente!

Coro:

Bendice a África,

Bendice a África,

¡Bendícenos, los niños de África!

- Datos: Q154035
- Multimedia: National anthems of Tanzania / Q154035